# August Ludwig von Schlözer
August Ludwig von Schlözer (ur. 5 lipca 1735 w Kirchberg an der Jagst, zm. 9 września 1809 w Getyndze) – niemiecki historyk. 
Jego ojciec, dziadek i pradziadek byli pastorami. Zgodnie z tradycją rodzinną wyruszył na studia do Wittenbergi w roku 1751. W roku 1754 przeniósł się na Georgianę (Getynga). Od 1755 przebywał w Szwecji, w języku szwedzkim napisał Esej o powszechnej historii handlu i transportu morskiego w czasach najdawniejszych (1758). W roku 1759 powrócił do Getyngi by studiować medycynę. 
W roku 1761 wyjechał do Rosji, gdzie przebywał do roku 1767. Był autorem wielu pism i książek o historii Rosji, został profesorem historii rosyjskiej. Propagował idee Locke'a i Monteskiusza. Krytykował pomysły pedagogiczne, które głosił popularny wówczas Johann Bernhard Basedow. Sprzeciwiał się też historiografii, jako notowaniu wyłącznie wojen i zbrodni (Mordgeschichte).
W latach 1776–1782 wydawał własny periodyk : A.L. Schlözer's Briefwechsel meist historischen und politischen Inhalts (10 t.); następnie kontynuowany (1782–1793) jako: A.L. Schlözer's Stats-Anzeigen (18 t.). Miał 4400 subskrybentów, liczbę jak na owe czasy znaczną. Stał się sławny właśnie jako wydawca tych pism. 
Schlözer poświęcił wiele starań przygotowaniu opisowi historii uniwersalnej, o czym dziś przypominają takie prace jak: Vorstellung einer Universalgeschichte (1772), do której dodał następnie: Haupttheilen im Auszug und Zusammenhange 2 tomy (Göttingen, 1792–1801).
Jego córką była Dorothea Schlözer (1770–1825), a synem Karl von Schlözer, handlowiec i rosyjski konsul generalny w Lubece, którego z kolei synem był dyplomata niemiecki Kurd von Schlözer (1822–1894).

## Periodyzacja dziejów według Schlözera
- Urwelt od stworzenia świata do potopu biblijnego.
- Dunkle Welt od potopu do Mojżesza
- Vorwelt do czasów Imperium Perskiego
- Alte Welt do upadku Imperium rzymskiego w roku 476 n.e.
- Mittelalter (średniowiecze) - do roku 1492
- Neue Welt (nowy świat) - do czasów współczesnych Schlözerowi